# 真穴の座敷雛
真穴の座敷雛（まあなのざしきびな）は、愛媛県八幡浜市真穴地区（旧西宇和郡真穴村）に伝わる雛祭り行事。

## 歴史
- 江戸時代中期に穴井で伊勢踊りが始まり、穴井歌舞伎が創設された1783年（天明3年）に始まった。長女の初節句を祝って、旧暦3月3日に近い毎年4月2日から3日にかけて行われる[1]。2002年（平成14年）に市の無形民俗文化財に指定された[1]。
- 2017年1月時点で1月末に保存会の会合で「桟敷雛は家庭行事で、対象者があってこそ一連の地域行事も成り立つ」との意見が相次いだだけでなく、真穴座敷雛研究会が真穴地区公民館が同時開催してい資料展も休止した。休止は1989年（平成元年）以来である[1]。
- 2018年（平成30年）に2年ぶりに開催され、3軒で一般公開された[2][3]。
- 2020年（令和2年）に該当家庭がないため3年ぶりの中止となった[4]。

## 風習
一般的な雛祭りと異なり、雛壇に雛人形を飾りつけるのみならず自宅の部屋や庭に手を入れ、山野の情景を再現する。六畳二間程度の空間を利用するのが一般的だが、家の構造によりその規模は前後する。風景は雛人形にあわせて都とその近郊の春景色等、風雅な物が好まれる。緑に着色したおがくずを積んで山を、天幕を重ねて空を表現するなど様々な技巧を凝らす。地区に住む腕に覚えのある人物に依頼して作成してもらう。
大規模な飾り付けが行われるため準備期間は長くかかるものの、「雛飾りを長く飾っておくと嫁入りが遅れる」ことから4日には片付けられる。